# 99 (Toto)
99 è un singolo del gruppo musicale statunitense Toto, pubblicato il 1º ottobre 1979 come primo estratto dal loro secondo album Hydra. 

## La canzone
Il brano fu scritto da David Paich, ispirato al noto film THX 1138 di George Lucas. Nel film, ad ogni persona corrisponde un numero, anziché un nome e un cognome. Il brano parla di una storia d'amore finita, e ciò porta anche ad un cambiamento allo stile musicale tradizionale dei Toto, difatti, presenta un sound più acustico e tranquillo, ma in particolar modo, vi è un'atmosfera molto più drammatica.
Il singolo arrivò al 26º posto della Billboard Hot 100, segnalandosi come l'unico brano di successo del relativo album.

## Video musicale
Il videoclip del brano mostra i componenti della band in abiti eleganti (rigorosamente bianchi) in una stanza, in cui vi sono riproduzioni enormi del numero 99, realizzate in vari modi.
Steve Lukather, che nell'esecuzione del brano funge da voce principale e chitarra, anziché avere una delle sue solite Gibson Les Paul, nel video suona una Fender Telecaster bianca e giallo chiaro, caratteristica che evidenzia la particolarità del brano rispetto al tradizionale stile della band.

## Tracce
1. 99
2. Hydra

## Formazione
- Steve Lukather – chitarra e voce principale
- Bobby Kimball – tastiere e voce secondaria
- David Paich – tastiere e voce secondaria
- Steve Porcaro – tastiere
- David Hungate – basso
- Jeff Porcaro – batteria, percussioni